# Thomas Harley
Thomas Harley (Syracuse, Nueva York, 19 de agosto de 2001) es un jugador profesional estadounidense de hockey sobre hielo que se desempeña en la posición de defensor izquierdo en Dallas Stars, equipo de la National Hockey League (NHL).

## Carrera
Fue seleccionado en la primera ronda en la NHL Entry Draft de 2019. Hizo su debut profesional con el equipo Dallas Stars, donde lleva jugando cuatro temporadas.